# Championnat du Ghana de football 2013-2014
Navigation
Saison précédente Saison suivante
La saison 2013-2014 du Championnat du Ghana de football est la cinquante-quatrième édition de la première division au Ghana, la Glo Premier League. Elle regroupe, sous forme d'une poule unique, les seize meilleures équipes du pays qui se rencontrent deux fois, à domicile et à l'extérieur. En fin de saison, les trois derniers du classement sont relégués et remplacés par les trois meilleures formations de deuxième division.
C'est le club d'Asante Kotoko, double tenant du titre, qui remporte à nouveau la compétition cette saison après avoir terminé en tête du classement final, avec huit points d'avance sur Heart of Lions Kpando et neuf sur Hearts of Oak SC. C'est le vingt-quatrième titre de champion du Ghana de l'histoire du club, qui réussit le doublé en s'imposant face à International Allies FC en finale de la Coupe du Ghana.

## Les clubs participants
| - Hearts of Oak SC - Asante Kotoko - Ashanti Gold SC - New Edubiase United - Bechem United - Promu de D2 - King Faisal Babies - International Allies FC - Promu de D2 - Berekum Chelsea | - All Stars FC - Medeama SC - Heart of Lions Kpando - Ebusua Dwarfs - Sekondi Hasaacas - Promu de D2 - Aduana Stars - Liberty Professionals - Amidaus Professionals |

## Compétition
Le barème de points servant à établir les classements se décompose ainsi :
- Victoire : 3 points
- Match nul : 1 point
- Défaite : 0 point

### Classement
| Rang | Équipe                   | Pts | J  | G  | N  | P  | Bp | Bc | Diff |
| ---- | ------------------------ | --- | -- | -- | -- | -- | -- | -- | ---- |
| 1    | Asante Kotoko'T'C        | 55  | 30 | 17 | 4  | 9  | 36 | 25 | +11  |
| 2    | Heart of Lions           | 47  | 30 | 14 | 5  | 11 | 35 | 33 | +2   |
| 3    | Hearts of Oak SC         | 46  | 30 | 13 | 7  | 10 | 31 | 31 | 0    |
| 4    | Ashanti Gold SC          | 45  | 30 | 12 | 9  | 9  | 31 | 28 | +3   |
| 5    | Bechem UnitedP           | 42  | 30 | 11 | 9  | 10 | 33 | 31 | +2   |
| 6    | International Allies FCP | 41  | 30 | 12 | 5  | 13 | 31 | 32 | -1   |
| 7    | Sekondi HasaacasP        | 41  | 30 | 11 | 8  | 11 | 41 | 37 | +4   |
| 8    | All Stars                | 41  | 30 | 11 | 8  | 11 | 29 | 23 | +6   |
| 9    | Medeama SC               | 40  | 30 | 10 | 10 | 10 | 27 | 28 | -1   |
| 10   | New Edubiase United      | 40  | 30 | 11 | 7  | 12 | 27 | 26 | +1   |
| 11   | Aduana Stars             | 40  | 30 | 11 | 7  | 12 | 31 | 28 | +3   |
| 12   | Berekum Chelsea          | 40  | 30 | 10 | 10 | 10 | 25 | 28 | -3   |
| 13   | Liberty Professionals    | 40  | 30 | 12 | 4  | 14 | 27 | 33 | -6   |
| 14   | King Faisal Babies       | 38  | 30 | 10 | 8  | 12 | 22 | 28 | -6   |
| 15   | Ebusua Dwarfs            | 35  | 30 | 9  | 8  | 13 | 28 | 29 | -1   |
| 16   | Amidaus Professionals    | 33  | 30 | 10 | 3  | 17 | 28 | 42 | -14  |

|  | Qualification pour la Ligue des champions de la CAF 2015                              |
|  | Qualification pour la Coupe de la confédération 2015                                  |
|  | Relégation directe en deuxième division                                               |
|  | T : Tenant du titre C : Vainqueur de la Coupe du Ghana P : Promu de deuxième division |

## Bilan de la saison
| Championnat du Ghana de football 2013-2014 |                           |
| Champion                                   | Asante Kotoko (24e titre) |
| Coupes et trophées                         |                           |
| Vainqueur de la Coupe du Ghana 2013-2014   | Asante Kotoko             |
| Qualifications continentales               |                           |
| Ligue des champions de la CAF 2015         | Asante Kotoko             |
| Coupe de la confédération 2015             | International Allies      |
| Promotions et relégations                  |                           |
| Promus en Premier League                   | Brong Ahafo Stars         |
| Promus en Premier League                   | Feyenoord Academy         |
| Promus en Premier League                   | Great Olympics            |
| Relégués en Second League                  | King Faisal Babies        |
| Relégués en Second League                  | Ebusua Dwarfs             |
| Relégués en Second League                  | Amidaus Professionals     |